# Nicole van Nierop
Nicole van Nierop (Eindhoven, 1980) is een Nederlands actrice. Zij werd bekend door haar hoofdrol in de goed ontvangen eindexamenfilm Paradiso. Ook speelde ze als Manuela in het sketchprogramma New Kids (on the Block).

## Biografie
Van Nierop groeide op in Eindhoven maar verhuisde naar Amsterdam.
Als kind speelde Van Nierop al graag toneel, maar het was pas na haar middelbareschooltijd dat zij haar eerste acteeropdrachten aanvaardde. Spoedig daarna vertrok ze naar Australië, waar zij Engels ging studeren en werd aangenomen op de theaterschool van Rockhampton, Queensland.
Na anderhalf jaar keerde Van Nierop terug naar Nederland en kreeg zij een hoofdrol aangeboden in Paradiso. Deze korte film werd genomineerd voor de Tuschinski Film Award.
Na een periode van afwezigheid nam Van Nierop haar werk als actrice weer op en was zij te zien in diverse kleine films en Nederlandse series.
In 2002 werd zij voor het eerst opgemerkt door haar hoofdrol in de korte film Paradiso. Ook speelde zij in 2006 een kleine rol in de film Wild Romance over het leven van Herman Brood.
Van Nierop speelde een gastrol in de serie Intensive Care. Verder speelde zij kleine rollen in Russen en Grijpstra & De Gier. Haar bekendheid heeft zij echter voor een groot deel te danken aan haar hoofdrol Manuela van Grunsven in New Kids.

## Filmrollen
- Stilte na de Storm (2011) - Anna
- New Kids Turbo (2010) - Manuela van Grunsven
- Wild Romance (2006) - Jopie
- Mandarin Ducks (2005) - Sabine
- Liefs uit de Linnaeusstraat (2005) - Emmy
- Burgers/Reizigers (2005) - Loe Losman
- Flicka (2002) - Verkoopster
- Paradiso (2001) - Joyce van Dijk

## Tv-rollen
- New Kids (2007-2011) - Manuela van Grunsven
- Grijpstra & De Gier (2007) - Jonge Vrouw
- Lieve lust (2006) - Serveerster
- Russen (2003) - Elie
- IC (2002) - Anne

## Nevenactiviteiten
- Reclamespots voor regionale tv-stations
- Spelregie/spelcoaching van modellen voor fotoshoots
- Schrijven en regisseren van korte films
- Eigen theatergezelschap met vriendinnen

In april 2010 verscheen haar boek Ik houd van u bij Lebowski Publishers.

## Trivia
- Anders dan soms wordt gedacht, speelde Van Nierop geen rol in de film De Storm uit 2009. Het misverstand hieromtrent komt voort uit haar rol in de 30 minuten durende film Storm uit de Dessert?, die getoond werd op het Nederlands Film Festival van 2009.

- Digitale Bibliotheek voor de Nederlandse Letteren: nier033
- Gemeinsame Normdatei: 142718173
- International Standard Name Identifier: 0000 0003 6890 0032
- Nederlandse Thesaurus van Auteursnamen: 32716784X
- Virtual International Authority File: 159872203
- WorldCat: E39PBJfRCWB4yYVWkRtBrdwcT3